# Terry Kenny
Terry A. J. Kenny (ARCM) (Enfield, 22 juli 1931 - Bournemouth, 17 juni 2017) was een Britse componist, muziekpedagoog, dirigent, arrangeur en klarinettist.

## Levensloop
Kenny studeerde in 1948 en 1949 aan de Royal Military School of Music "Kneller Hall" in Twickenham. Van 1955 tot 1958 studeerde hij orkestdirectie. Verder studeerde hij privé bij Bernard Walton, destijds als klarinettist verbonden aan het Philharmonia Orchestra.
In 1946 begon hij zijn muzikale en militaire carrière en werd klarinettist bij de muziekkapel van "The Duke of Cornwall Light Infantry". Na zijn studie werd hij in 1958 benoemd tot kapelmeester bij de muziekkapel van The Welsh Regiment en werd in 1966 bevorderd tot dirigent bij de muziekkapel van het Welch Brigade Depot, zoals deze instelling toen nog archaïsch benoemd werd. Van 1970 tot 1972 had hij een administratieve functie en was daarnaast docent voor hout- en koperblaasinstrumenten als voor muziektheorie en repeteerde met het opleidingsorkest. In 1972 werd hij benoemd tot directeur van de Royal Artillery Mounted Band en van 1978 tot 1987 stond hij als dirigent voor de muziekkapel van het Royal Corps of Transport.
Naast zijn werkzaamheden als deeltijdsleraar in verschillende openbare scholen was hij examinator voor instrumentatie en HaFa-directie aan de Royal Military School "Kneller Hall".
Kenny componeerde een rond vijftig werken voor harmonie- of fanfareorkest en kamermuziek.

## Composities

### Werken voor harmonie- of fanfareorkest
- 1979: - Hornblowers Holiday, voor hoorns en harmonieorkest
- 1984: - Bandscape
- 1988: - For Susanna, In memory of Susanna Fredriksson (1961-1987), voor trompet en harmonieorkest
- 1988: - Huntsman's Holiday, voor hoorn(s) en harmonieorkest
- 1990: - Prima La Musica
- 1990: - Suite on Russian Dances
- 1991: - Carmela
- 1991: - Un poco loco
- 1993: - Bee Cee Bee Gee
  1. Shopping
  2. At the Beach
  3. Night Club
- 1993: - Brass Roots
- 1993: - Csárdás in c mineur
- 1993: - Dancing in The Sun
- 1993: - L'Heure bleue
- 1997: - Our Man in Paris
- 1997: - Samba Crazy
- 1999: - Trumpets in the Night, voor 2 trompetten, 2 bugels en harmonieorkest
- 1999: - Zig Zag Rock
- - Cantilena
- - Our Man in Beirut
- - Royal International
- - Tuneful Variations

### Kamermuziek
- 1991: - Three Polish Dances, voor 2 saxofoons (of klarinetten)
- 1994: - Simple Gifts, voor 2 dwarsfluiten
- 1995: - Street-Wise, voor dwarsfluit en 2 klarinetten
- 1999: - Barrelhouse Party Duets, voor 2 klarinetten
- 2009: - Two Guitars - Russian Gypsy Folk Song, voor klarinetkwartet